# 阿部野橋車站大樓
阿倍野橋車站大樓是位於日本大阪府大阪市阿倍野區的複合商業設施，包含新館、東館和超高層建築阿倍野Harukas。

## 历史
2010年開始興建，於2014年3月7日開張，其中的車站大樓阿倍野Harukas高度有60層樓，達到300公尺（故其觀景台取名為「HARUKAS 300」），成為大阪府第一高建築，並超越橫濱地標塔成為日本第一高摩天大樓。
該建築是大阪阿部野橋站的舊車站大樓經重建而成，是近鐵南大阪線的終點。其建築面積預計將超過100,000平方米，成為日本最大的百貨商店。大樓主要用戶除了做為百貨商店的近鐵百貨之外，還有萬豪國際酒店以及夏普集團的辦公室等。

## 外部連結
- Kintetsu Corporation （页面存档备份，存于）
- Kintetsu Department Store （页面存档备份，存于） （日語）
- Abeno Harukas （页面存档备份，存于）